# Thought I'd Died and Gone to Heaven
Thought I'd Died and Gone to Heaven è una power ballad di Bryan Adams, estratta come quarto singolo dall'album Waking Up the Neighbours nel 1992. Composta da Bryan Adams e Robert John "Mutt" Lange, la canzone ha una forte cadenza rock nella sua parte musicale, ma liricamente si tratta di un pezzo d'amore.
Il singolo raggiunse la posizione numero 13 della Billboard Hot 100 e la numero 14 della Mainstream Rock Songs negli Stati Uniti. Altrove, raggiunse l'ottavo posto in classifica nel Regno Unito e il primo posto in Canada.

## Video musicale
Il video è stato diretto da Kevin Godley e ambientato in dei campi d'orzo nel bel mezzo della notte con dei delfini che volano sopra la band.

## Tracce
7" / CD
1. Thought I'd Died and Gone to Heaven
2. Somebody (live)

12"
1. Thought I'd Died and Gone to Heaven
2. Somebody (live)
3. (Everything I Do) I Do It for You (versione singolo)

12"
1. Thought I'd Died and Gone to Heaven
2. Somebody (live)
3. Heat of the Night (live)

## Classifiche

### Posizioni in classifica
| Classifica (1992)                | Posizione |
| -------------------------------- | --------- |
| Australia                        | 13        |
| Belgio (Fiandre)                 | 21        |
| Canada)                          | 1         |
| Europa                           | 30        |
| Francia)                         | 27        |
| Germania                         | 47        |
| Irlanda                          | 11        |
| Nuova Zelanda                    | 23        |
| Paesi Bassi                      | 43        |
| Regno Unito                      | 8         |
| Stati Uniti                      | 13        |
| Stati Uniti (adult contemporary) | 36        |
| Stati Uniti (rock)               | 14        |

### Classifiche di fine anno
| Classifica (1992) | Posizione |
| ----------------- | --------- |
| Australia         | 71        |
| Canada            | 18        |
| Stati Uniti       | 74        |